# グリーン (スティーヴ・ヒレッジのアルバム)
『グリーン』（Green）は、イギリスのギタリスト、スティーヴ・ヒレッジが1978年に発表した4作目のスタジオ・アルバム。

## 背景
ヴァージン・レコードのA&Rであったサイモン・ドレイバーの紹介により、ピンク・フロイドのニック・メイスンを共同プロデューサーに迎えてレコーディングされた。ヒレッジはこの頃にローランドのギターシンセサイザーGR-500を入手し、本作のレコーディングで多用しているが、操作が複雑だったことから、ライブにおいてはオーソドックスなギターを使用している。「ザ・グローリアス・オム・リフ」は、ヒレッジが在籍していたゴングのアルバム『ユー』からの曲「Master Builder」を改作したものである。
当初は、前作『モチヴェイション・ラジオ』を『ザ・レッド・アルバム』、本作を『ザ・グリーン・アルバム』というタイトルで発表する案もあり、前作のタイトルは変更されたが、本作には「グリーン」という言葉が残された。ヒレッジの母国イギリスでは、盤面が緑色のLPレコードもリリースされている。

## 反響・評価
全英アルバムチャートでは8週チャート圏内に入り、最高30位に達した。音楽評論家のGreg Pratoはオールミュージックにおいて「アルバムの音楽はピンク・フロイドとの類似に加えて、実験的な電子音楽の時期にあった1970年代末期のデヴィッド・ボウイにも近い」「ヒレッジのファンは『グリーン』に失望することはないだろう」と評している。

## 収録曲
特記なき楽曲はスティーヴ・ヒレッジとミケット・ジローディの共作。
1. シー・ネイチャー - "Sea Nature" - 6:42
2. イーサー・シップス - "Ether Ships" - 5:07
3. ミュージック・オブ・ザ・トゥリーズ - "Musik of the Trees" - 4:53
4. パーム・トゥリーズ - "Palm Trees (Love Guitar)" - 5:21
5. アンアイデンティファイド - "Unidentified (Flying Being)" (Steve Hillage, Miquette Giraudy, Curtis Robertson) - 4:30
6. U.F.O.オーヴァー・パリス - "U.F.O. Over Paris" (S. Hillage, M. Giraudy, C. Robertson, Joe Blocker, Charles Bynum) - 3:10
7. リーラインズ・トゥ・グラスドーム - "Leylines to Glassdom" - 4:07
8. クリスタル・シティ - "Crystal City" - 3:35
9. アクティヴェイション・メディテイション - "Activation Meditation" - 1:03
10. ザ・グローリアス・オム・リフ - "The Glorious Om Riff" (C.O.I.T. , S. Hillage) - 7:48

### リマスターCDボーナス・トラック
1. アンアイデンティファイド（ライヴ・アット・グラストンベリー1979） - "Unidentified (Flying Being)" (S. Hillage, M. Giraudy, C. Robertson) - 4:52
2. ノット・フェイド・アウェイ（ライヴ・アット・ザ・レインボウ・シアター1977） - "Not Fade Away (Glid Forever)" (Charles Hardin, Norman Petty) - 7:25
3. オクターヴ・ドクターズ - "Octave Doctors" - 3:38
4. メディテイション・オブ・ザ・スネイク（オルタナティヴ・ミックス） - "Meditation of the Snake" (S. Hillage) - 3:16

## 参加ミュージシャン
- スティーヴ・ヒレッジ - ギター、ギターシンセサイザー、モーグ・シンセサイザー、グリッサンド・ギター、ボーカル
- ミケット・ジローディ - ARPシンセサイザー、EMSシンセサイザー、EMSヴォコーダー、ボーカル
- カーティス・ロバートソン・ジュニア - ベース
- ジョー・ブロッカー - ドラムス、パーカッション
- ニック・メイスン - ドラムス on 「リーラインズ・トゥ・グラスドーム」

ボーナス・トラック
- スティーヴ・ヒレッジ - ギター、シンセサイザー、ボーカル
- ミケット・ジローディ - シンセサイザー、ボーカル(on #11, #12, #13)
- デイヴ・スチュワート - リズムギター、グリッサンド・ギター(on #11, #13)
- ポール・フランシス - ベース(on #11, #13)
- アンディ・アンダーソン - ドラムス(on #11, #13)
- クリスチャン・ブーレ - リズムギター、グリッサンド・ギター(on #12)
- バシル・ブルックス - シンセサイザー(on #12)
- フィル・ホッジ - キーボード(on #12)
- コリン・バス - ベース(on #12)
- クライヴ・バンカー - ドラムス(on #12)